# Phiny Dick

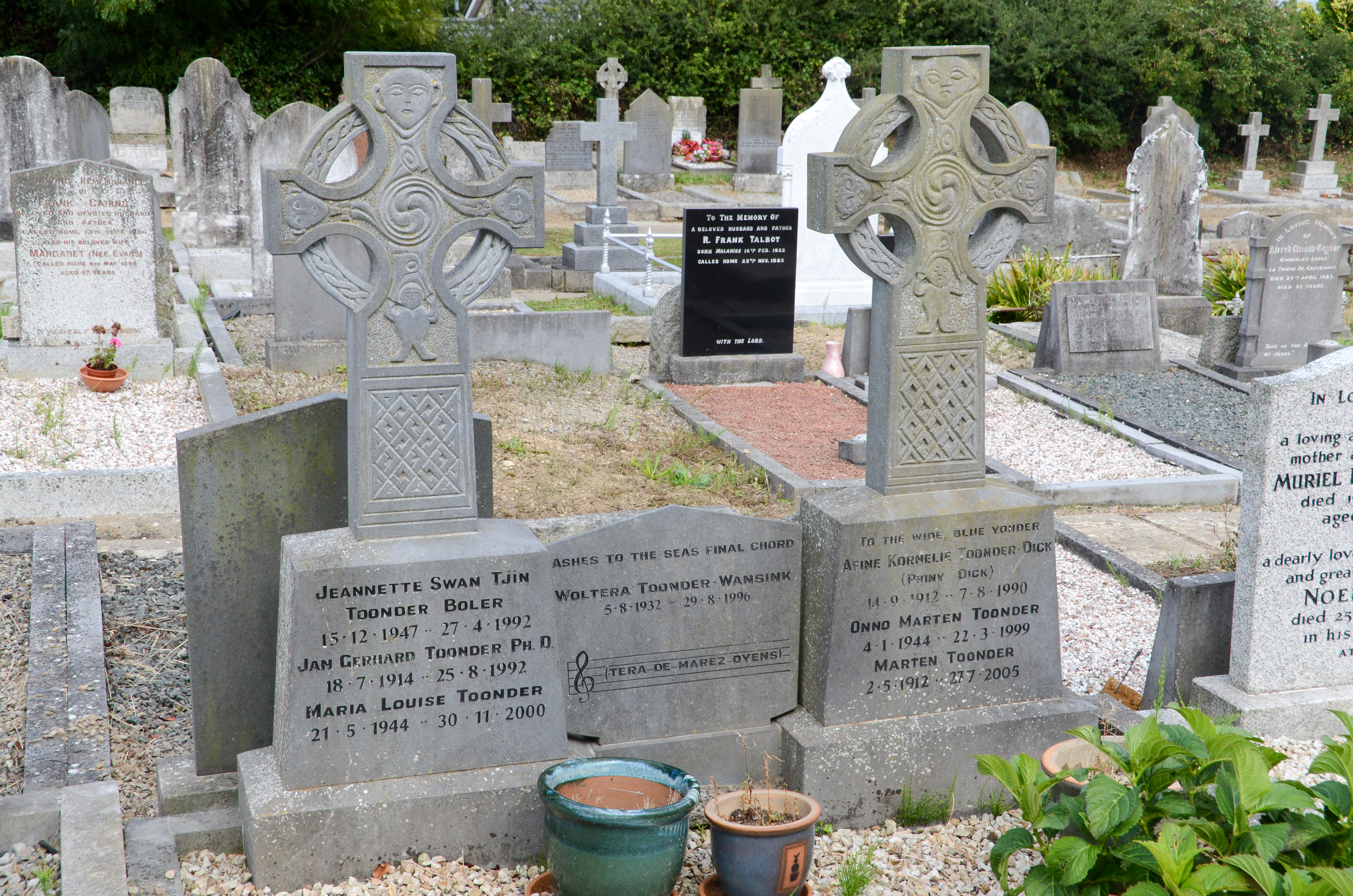
Grafmonument met de namen Marten Toonder, Jan Gerhard Toonder, Phiny Dick, Onno Marten Toonder, Maria Louise Toonder, Jeannette Swan Tjin Toonder Boler, Tera de Marez Oyens. Het graf bevindt zich op de kleinere van twee begraafplaatsen aan "The Grove" in de wijk Redford te Greystones (ten noorden van de grotere begraafplaats, beide met de naam Redford Cemetery).

Phiny Dick, pseudoniem van Afine Kornélie Dik (Rotterdam, 14 september 1912 - Greystones, Ierland, 7 augustus 1990) was een Nederlands auteur en illustrator van kinderboeken.
Haar bekendste werken zijn Miezelientje, Olle Kapoen en Birre Beer. Zij werkte samen met haar echtgenoot Marten Toonder, zo werd Toonders hoofdfiguur Ollie B. Bommel afgeleid van Dicks figuur Wol de Beer en werd Tom Poes door haar gezien als een broer van Miezelientje. Toonder illustreerde ook een aantal van haar boeken en zij schreef de ondertekst voor de eerste zes strips voor Tom Poes, waarna Marten zelf de draad van het schrijven oppikte.
Dicks werk werd ook uitgebracht in Duitsland en Zweden. Haar strip Birre Beer werd voortgezet door Ton Beek. In haar latere jaren schilderde Dick portretten en landschappen en maakte zij de afbeeldingen op de omslagen van de verzamelbundels van Tom Poes.
Dick was sinds 1935 getrouwd met Marten Toonder en kreeg met hem twee zonen en adopteerde met hem twee dochters.